# Peristylus dolichocaulon
Peristylus dolichocaulon là một loài thực vật có hoa trong họ Lan. Loài này được (Schltr.) P.F.Hunt mô tả khoa học đầu tiên năm 1971.